# Mohl Antal
Mohl Antal (Kapuvár, 1836. április 10. – Győr, 1916. december 28.) győri apát-kanonok, római katolikus püspök, tanár, író.

## Életpályája
A gimnáziumot Sopronban és Győrött, a teológiát a bécsi Pazmaneumban végezte. Felszenteltetvén, káplán volt Csornán, Mosonszentjánoson, 1858-ban szemináriumi tanfelügyelő, lelki igazgató, 1857-től győri teológiai tanár, papnevelői rektor, 1883-tól kanonok, 1886. február 27-én Győrött belvárosi plébánossá választották és címzetes apát lett. 1901-től káptalani, 1902-től püspöki helynök, 1905-től nagyprépost és szerbiai választott püspök. Jó nevű egyházi szónok, a győri fiúárvaház megalapítója. Több vallási témájú könyv szerzője.

## Művei
- A papi életszentség. Sz. Péter, az apostolok és a papok fejedelmének erényeiben feltüntetve Hansen Vilmos Jézus-társasági hittérítő nyomán magyarul kiadta egy győregyházmegyei pap. Győr, 1883.
- Egyházi beszéd, melyet főtiszt. magyarbéli Peőcz Zsigmond, hédervári esperesplébános urnak arany miséjén 1884. szept. 14… mondott. Győr, 1884.
- Lelki magány. Nyolcz napi lelki gyakorlatok sz. Ignácz utmutatása szerint. Neumayr Ferencz S. J. irataiból összeszerkesztette dr. Mayr Gallus Pál, a linczi orsolyarendi apáczák gyóntatója. Németből ford. több győri egyházmegyei pap. Győr, 1885.
- A Mária kongregációk története, különös tekintettel hazánkra. Győr, 1898.
- Győr eleste és visszavétele. Győr, 1914.

Nagyobb szabású kézirati munkája: Szt. Angela élete és az orsolyiták története.